# ArtEZ Academie voor Art & Design Enschede
ArtEZ Art & Design in Enschede ist eine niederländische Fachhochschule (Hoger Beroepsonderwijs / hbo) für Design und freie Kunst. Im Jahr 2002 wurde die AKI (Akademie für Kunst und Industrie) in Akademie für Art & Design umbenannt und 2006 als Abteilung ArtEZ Art & Design Enschede dem Verband ArtEZ – Hogeschool voor de Kunsten angegliedert. Es wird eine vierjährige Ausbildung zum Bachelor of Fine Art (BFA) oder zum Bachelor of Design (BDes) angeboten.

## Geschichte
Anfang 2013 fand der Umzug der Akademie (vom ehemaligen Chemiegebäude / seit 1998 AKI-Gebäude) auf dem Campus der Universität Twente in das Gebäude der ehemaligen Textilfabrik Tetem 2 in der Hulsmaatstraat im Stadtteil Roombeek statt.

## Zulassungsvoraussetzungen für Studenten
Schulische Voraussetzung zur Zulassung der Studenten sind der Abschluss an einer der drei Schulformen: Mbo/deutsche Realschule, Havo/deutsche Fachhochschulreife oder Vwo/deutsches Abitur (siehe Bildungssystem in den Niederlanden). Ausländische Studenten brauchen das Sprachniveau NT2 A2, um zum Studium zugelassen zu werden. Die bestandene, eintägige Zulassungsprüfung an der Akademie ist eine weitere Zulassungsvoraussetzung.

## Einführungsjahr
In der Propedeuse/Einführungsjahr sind alle Studenten (für Design und freie Kunst) in einem Gruppenverband. Die Dozenten geben den Studenten Aufträge, anhand derer die Studenten sich orientieren sollen. Nach diesem ersten Jahr wählt der Student entweder Design oder eine der drei Richtungen „Freie Kunst“ bestehend aus Malerei, Bildhauerei oder „freier Medienkunst“: (Film, Fotografie, Neue Medien).

## Bachelor Fine Art
Die Studenten arbeiten in kleinen Gruppen und stellen pro Semester einen Unterrichtsplan auf (in Absprache mit den Dozenten). Im dritten Studienjahr kann ein Auslandsaufenthalt über das internationale Austauschprogramm stattfinden. Im vierten Studienjahr arbeitet der Student an der Examenspräsentation. Neben der „praktischen Ausbildung“ gibt es einen Studienanteil Kunstgeschichte und eine „theoretische Anleitung zur Berufsausübung“.